# 凯利帮真史
《凯利帮真史》（英語：True History of the Kelly Gang）是一本由澳大利亚作家彼得·凱里在2000年出版的小說，2001年获布克奖。
小说以19世紀為背景，讲述了被迫流亡到澳大利亚的爱尔兰人奈德·凱利的一生，是一部表现英雄豪壮及其走向末路的历史剧。

## 改編電影
小說的改編電影《凱利幫真史》由賈斯汀·克佐執導。喬治·麥凱飾演奈德·凱利，羅素·高爾飾演哈利·鮑爾。